# Paraisobuthus
Paraisobuthidae
Famille
Genre
Paraisobuthus, unique représentant de la famille des Paraisobuthidae, est un genre fossile de scorpions.

## Distribution
Les espèces de ce genre ont été découvertes en Tchéquie, en Angleterre et aux États-Unis. Elles datent du Carbonifère.

## Liste des espèces
Selon World Spider Catalog 20.5 :
- † Paraisobuthus duobicarinatus Kjellesvig-Waering, 1986
- † Paraisobuthus frici Kjellesvig-Waering, 1986
- † Paraisobuthus prantli Kjellesvig-Waering, 1986
- † Paraisobuthus virginiae Kjellesvig-Waering, 1986

## Publication originale
- Kjellesvig-Waering, 1986 : « A restudy of the fossil Scorpionida of the world. » Palaeontographica Americana, vol. 55, p. 5-287.